# Телескоп (сузір'я)

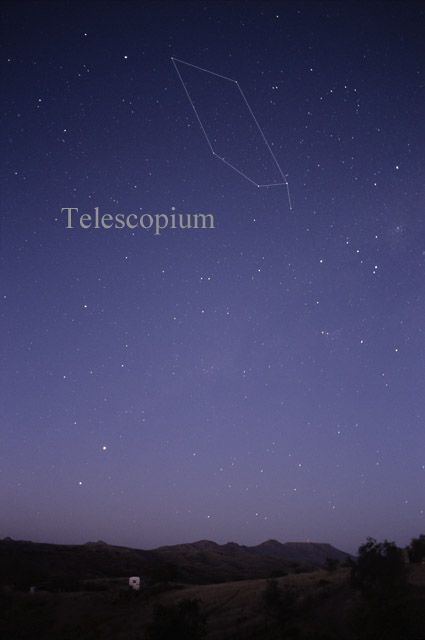
Телескоп неозброєним оком.

Телеско́п (лат. Telescopium) — сузір'я південної півкулі зоряного неба. Містить 50 зірок, видимих неозброєним оком.

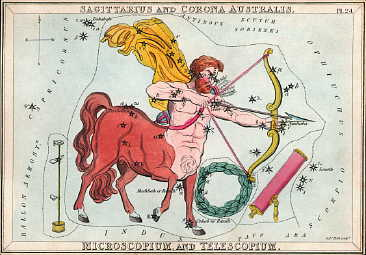
Сузір'я Стрільця, Південної Корони, Мікроскопа та Телескопа із «Дзеркала Уранії», набору карток сузір'їв виданого в Лондоні, бл. 1825 року.

## Історія
Нове сузір'я. Введене у науковий обіг французьким астрономом Нікола Лакайлем 1756 року.